# Urkabustaiz
Urkabustaiz (spanyolul: Urcabustaiz) egy község Spanyolországban, a baszkföldi Álava tartományban. Lakosainak száma 1462 fő (2024).

## Földrajza
Urkabustaiz Kuartango, Amurrio, Orduña és Zuia községekkel határos.

## Látnivalók
A község külterületén több látványos vízesés is található, például a több mint 100 méter magas goiuri-ondonai vízesés, illetve a Nervión folyó forrásánál található Nervión-vízesés, amelynek esése több mint 300 méter.

## Népesség
A település lakosságának változását az alábbi diagram mutatja:
| Lakosok száma | 877  | 958  | 1048 | 1196 | 1325 | 1278 | 1339 | 1371 | 1414 | 1462 |
|               | 2001 | 2004 | 2006 | 2009 | 2011 | 2014 | 2016 | 2019 | 2021 | 2024 |